# Федеративний договір РФ
Федеративний договір — нормативний договір (по суті сукупність кількох договорів), одне з основних джерел конституційного права Російської Федерації у сфері регулювання федеративних відносин. Складається із трьох окремих договорів про розмежування повноважень усередині Федерації між федеральними органами влади та органами влади суб'єктів Федерації, об'єднаних у групи:
- Республіки
- Краї, Області, міста Москва, Санкт-Петербург
- Автономні області та Автономні округи

Федеративний договір регулює суспільні відносини побудови Федерації, взаємини її з суб'єктами, та взаємовідносини між суб'єктами Російської Федерації.
Документи були підписані 31 березня 1992 представниками Росії з одного боку і представниками суб'єктів Російської Федерації, окрім Татарстану та Чеченської республіки.
10 квітня 1992 VI З'їзд народних депутатів Верховної ради Росії ухвалив підписаний Федеративний договір та ухвалив включити його зміст як складову частину до Конституції РФ. Однак після цього Федеративний договір продовжив існування, як самостійний конституційно-правовий акт.
Конституція РФ 1993 року (у п. 1 розділу другого) оголосила про верховенство власних норм над нормами Федеративного договору, але водночас підтвердила (у год. 3 ст.11) його у сфері регулювання федеративних відносин.
Російська Федерація є конституційною, але не договірною федерацією, оскільки Конституція РФ має верховенство і вищу юридичну силу, а Федеративний договір перестав бути державотворчим (його сутність і змістом — розмежування повноважень між структурами державної влади РФ і структурами державної влади суб'єктів Федерації.

## Історія

### Попередні події
У 1990-1993 внаслідок параду суверенітетів ряд автономних республік РРФСР проголосили суверенітет, деякі автономні області набули статусу автономних республік. 

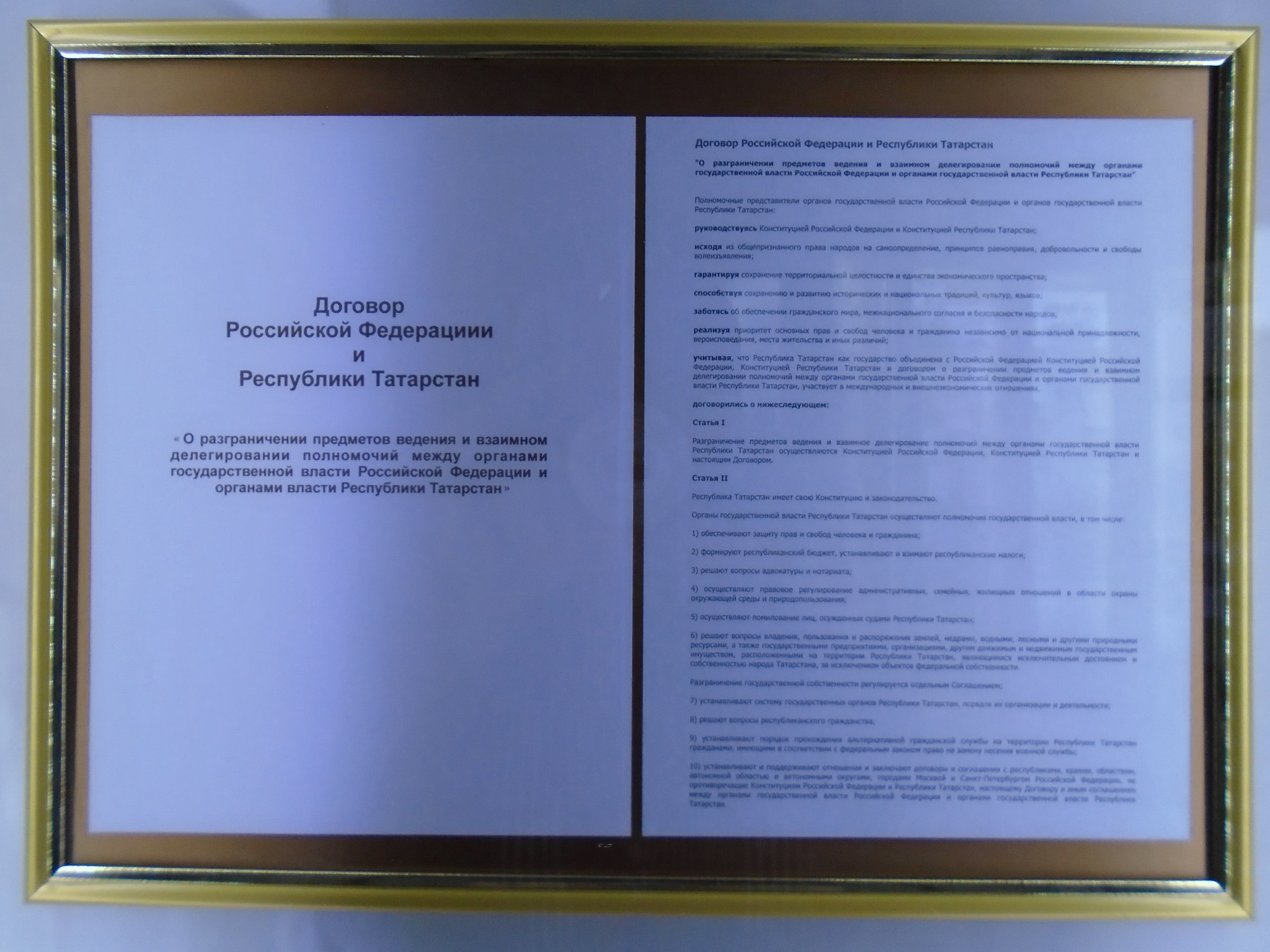
Татарстанський договір, 1994

До економічних проблем початку 1990-х додалася політична криза. У багатьох регіонах РРФСР протягом розпаду СРСР посилилися сепаратистські настрої та рухи сецесії. Чеченська Республіка Ічкерія не визнала суверенітет Росії її території і проголосила незалежність, а Татарстан почав кроки для створення власної валюти і відмовилися сплачувати податки у федеральний бюджет. Борису Єльцину вдалося переконати голів більшості регіонів підписати Федеративний договір. Татарстан не підписав Федеративний договір, і з ним розпочалися тривалі переговори. В результаті цих переговорів в 1994 був укладений Договір "Про розмежування предметів ведення між органами державної влади РФ і Республіки Татарстан і взаємне делегування повноважень".

### Підписання договорів
31 березня 1992 року республіки, за винятком Татарстану та Чеченської Республіки Ічкерія, керуючись Декларацією про державний суверенітет РРФСР підписали "Договір про розмежування предметів ведення та повноважень між федеральними органами державної влади РФ та органами влади суверенних республік у складі РФ". Це було потрібно для врегулювання існуючого конфлікту між центральним законодавством із центром у Москві та власними деклараціями про суверенітет окремих Республік. Спеціальним протоколом до договору було домовлено про те що Республіки мають право представництва  щонайменше 50 відсотків місць в одну із палат вищого законодавчого органу Росії.
У той же день були підписані "Договір про розмежування предметів ведення та повноважень між федеральними органами державної влади РФ та органами влади країв, областей, міст Москви та Санкт-Петербурга РФ" та "Договір про розмежування предметів ведення та повноважень між федеральними органами державної влади РФ та органами влади автономної області, автономних округів у складі РФ". 
Усі три договори разом іменувалися як "Федеративний договір". Він був затверджений Постановою З'їзду народних депутатів РРФСР від 10 квітня 1992 «Про Федеративний договір». Законом РФ від 21 квітня 1992 року № 2708-I "Про зміни та доповнення Конституції (Основного Закону) Російської Радянської Федеративної Соціалістичної Республіки" положення Федеративного договору були включені до Конституції РФ. Дані становища запровадили основні засади федералізму у Росії, але водночас закріпили його асиметричність (нерівноправність суб'єктів Федерації), пом'якшену згодом прийняттям нової Конституції 1993 року.

## Склад договорів[3]

### Договір про розмежування предметів ведення та повноважень між федеральними органами державної влади РФ та органами влади суверенних республік у складі РФ (Москва, 31 березня 1992 р.)
31 березня 1992 року договір був підписаний повноважними представниками РФ та повноважними представниками суверенних республік:
1. Республіки Адигея
2. Республіки Башкортостан
3. Республіки Бурятія
4. Республіки Гірський Алтай
5. Республіки Дагестан
6. Кабардино-Балкарської Республіки
7. Республіки Калмикія - Хальмг Тангч
8. Карачаєво-Черкеської Радянської Соціалістичної Республіки
9. Республіки Карелія
10. Комі Радянської Соціалістичної Республіки
11. Марійської Радянської Соціалістичної Республіки - Республіки Марій Ел
12. Мордовської Радянської Соціалістичної Республіки
13. Республіки Саха (Якутія)
14. Північно-Осетинської Радянської Соціалістичної Республіки
15. Республіки Тува
16. Удмуртської Республіки
17. Республіки Хакасія
18. Чуваської Республіки - Чаваш Республіки
19. Російської Федерації

### Договір про розмежування предметів ведення та повноважень між федеральними органами державної влади Російської Федерації та органами влади країв, областей, міст Москви та Санкт-Петербурга Російської Федерації (Москва, 31 березня 1992)
31 березня 1992 року договір був підписаний повноважними представниками РФ та повноважними представниками країв, областей, міст Москви та Санкт-Петербурга:
1. Алтайського краю
2. Краснодарського краю
3. Красноярського краю
4. Приморського краю
5. Ставропольського краю
6. Хабаровського краю
7. Амурської області
8. Архангельської області
9. Астраханської області
10. Білгородської області
11. Брянській області
12. Володимирській області
13. Волгоградській області
14. Вологодській області
15. Воронезькій області
16. Іванівській області
17. Іркутської області
18. Калінінградської області
19. Калузька область
20. Камчатської області
21. Кемеровської області
22. Кіровській області
23. Костромській області
24. Курганської області
25. Курської області
26. Ленінградської області
27. Липецької області
28. Магаданської області
29. Московської області
30. Мурманської області
31. Нижегородської області
32. Новгородської області
33. Новосибірській області
34. Омської області
35. Оренбурзькій області
36. Орловської області
37. Пензенської області
38. Пермської області
39. Псковській області
40. Ростовської області
41. Рязанської області
42. Самарської області
43. Саратівської області
44. Сахалінській області
45. Свердловській області
46. Смоленської області
47. Тамбовській області
48. Тверській області
49. Томській області
50. Тульській області
51. Тюменської області
52. Ульянівської області
53. Челябінській області
54. Читинської області
55. Ярославській області
56. міста Москви
57. міста Санкт-Петербурга
58. Російської Федерації

### Договір про розмежування предметів ведення та повноважень між федеральними органами державної влади Російської Федерації та органами влади автономної області, автономних округів у складі Російської Федерації (Москва, 31 березня 1992 р.)
31 березня 1992 року договір був підписаний повноважними представниками РФ та повноважними представниками автономних областей та автономних округів:
1. Єврейської автономної області
2. Агінського Бурятського автономного округу
3. Комі-Перм'яцького автономного округу
4. Коряцького автономного округу
5. Ненецького автономного округу
6. Таймирського (Долгано-Ненецького) автономного округу
7. Усть-Ординського Бурятського автономного округу
8. Ханти-Мансійського автономного округу
9. Чукотського автономного округу
10. Евенкійського автономного округу
11. Ямало-Ненецького автономного округу
12. Російської Федерації